# 1,1,2-tribromopropano
El 1,1,2-tribromopropano es un halogenuro de alquilo con fórmula molecular C3H5Br3.